# Печерний живопис

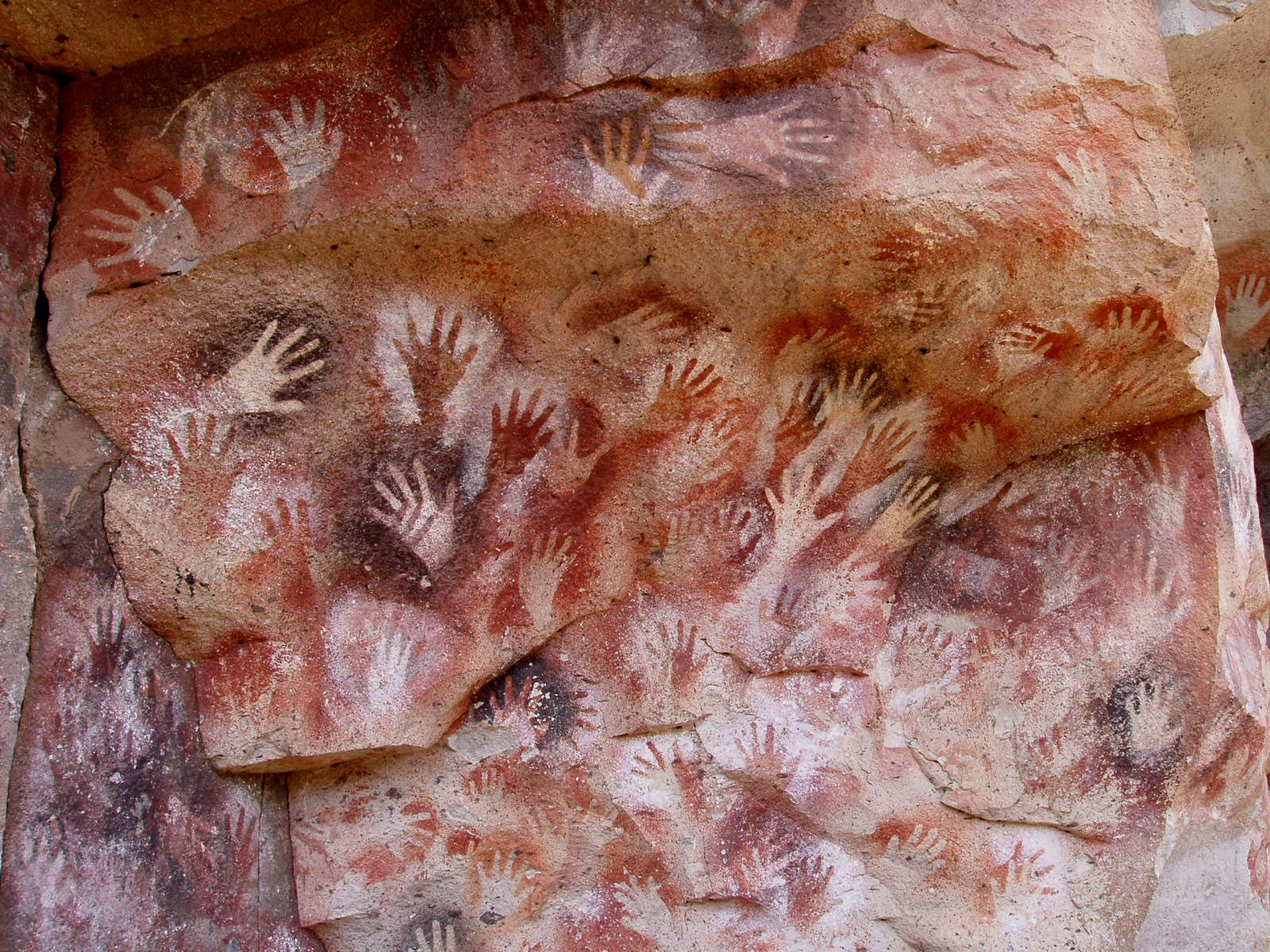
Куева-де-лас-Манос, Періто-Морено (місто), Аргентина. Мистецтво в печері датується між 7300 р. до н.е. і 700 р. н.е. [a] показано трафарети, переважно ліві руки,

Печерний живопис (часто називають наскельним живописом) — в печерах, виконані людьми епохи палеоліту. Більшість подібних об'єктів знайдено в Європі, оскільки саме там стародавні люди були змушені жити в печерах і гротах, рятуючись від холодів. Найдавнішим у світі малюнком вважають лінії, що нагадують гештег (#), зроблені вохровим олівцем з домішками гематиту (червоного залізняку) на уламку сілкріта (різновиду кварцита). Їх намалювали в печері Бломбос у Південній Африці близько 73 тисяч років тому, .

## Історія досліджень

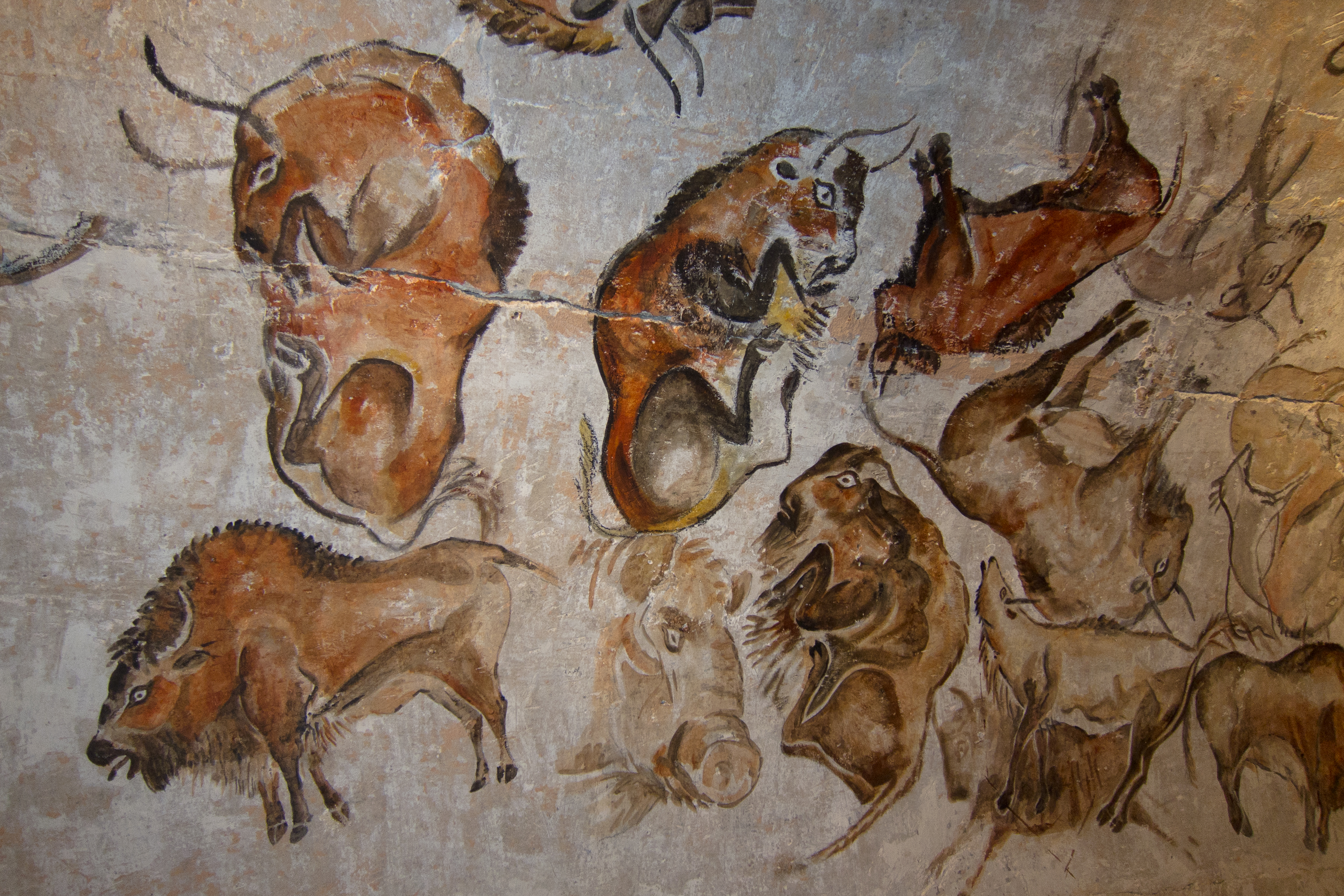
Зображення бізонів в печері Альтаміра

Тривалий час сучасна цивілізація не мала жодних уявлень про які-небудь об'єкти стародавнього живопису, проте у 1879 році археолог-аматор Марселіно Санс де Саутуола разом зі своєю 9-річною донькою в ході прогулянки випадково натрапив на печеру Альтаміра, склепіння якої були прикрашені безліччю малюнків давніх людей — знахідка, що не мала аналогів, вразила дослідника і сподвигла його на її ретельне вивчення. За рік по тому Саутуола разом зі своїм приятелем - професором геології та палеонтології Мадридського університету Хуаном Віланова-і-П'єра опублікували результати своїх досліджень, в яких датували створення малюнків епохою палеоліту. Багато вчених сприйняли це повідомлення вкрай неоднозначно, Саутуолу звинувачували у фальсифікації знахідок, однак пізніше подібні печери були відкриті в інших куточках планети.
У 2016 р. канадійська вчена-палентрополог з університету  Вікторії Женев'єва фон Петцінґер (Genevieve von Petzinger) переглядаючи археологічні документи у пошуках згадок чи символів печерного мистецтва за межами Європи, виявила, що переважна більшість з 32-х віднайдених європейських печерних знаків міститься також на печерних зображеннях в інших частинах світу - аж до Індонезії та Австралії. Це може свідчити про спільність походження людства -  найвірогідніше з Африки.
У 2018 р. в печері на острові Калімантан археологам вдалося знайти найдавніший зразок наскельного живопису — малюнок червоного бика, якому 40 тисяч років.
У 2019 році в Індонезії на острові Сулавесі були знайдені печерні малюнки із зображенням сцени полювання, вік яких оцінюють у 44 тисячі років. У наступному році там же знайшли наскельний малюнок дикої свині, якому понад 45 тис. років.
У 2021 році повідомлено про найдавніший витвір печерного живопису Австралії — у печері в штаті Західна Австралія виявили зображення кенгуру віком 17,3 тисячі років.

## Знаряддя  для створення печерних малюнків
У 1980-х роках у шарі землі, що датується 7 тисячоліттям до нашої ери, поблизу доісторичного озера Флікстон у Північному Йоркширі (Англія) вчені з Університету Йорка знайшли витягнутий шматок вохри з загостреним кінцем довжиною 22 мм та шириною 7 мм, який вважається найдавнішим олівцем у світі і міг бути використаний у період мезоліту для створення наскельних малюнків та фарбування шкур тварин.

## Особливості
Прийнято розрізняти одноколірні, або монохромні, і багатоколірні, або поліхромні зображення. Часто, печерний живопис виконувався з урахуванням обсягу, перспективи, кольору і пропорції фігур, враховував рух, але пізніше печерний живопис став більш стилізованим.
Близько 20-21 тисячі років тому в культурі наскельних малюнків сталися зміни. Від зображення тварин люди перешли до зображення самих себе і життя соціуму. На малюнках віком від 13,6 до 20 тисяч років люди танцюють, полюють, у деяких з них на головах пишні головні убори, а в руках списи.
Більшість відомих зразків печерного живопису є об'єктами всесвітньої спадщини ЮНЕСКО.

## Галерея

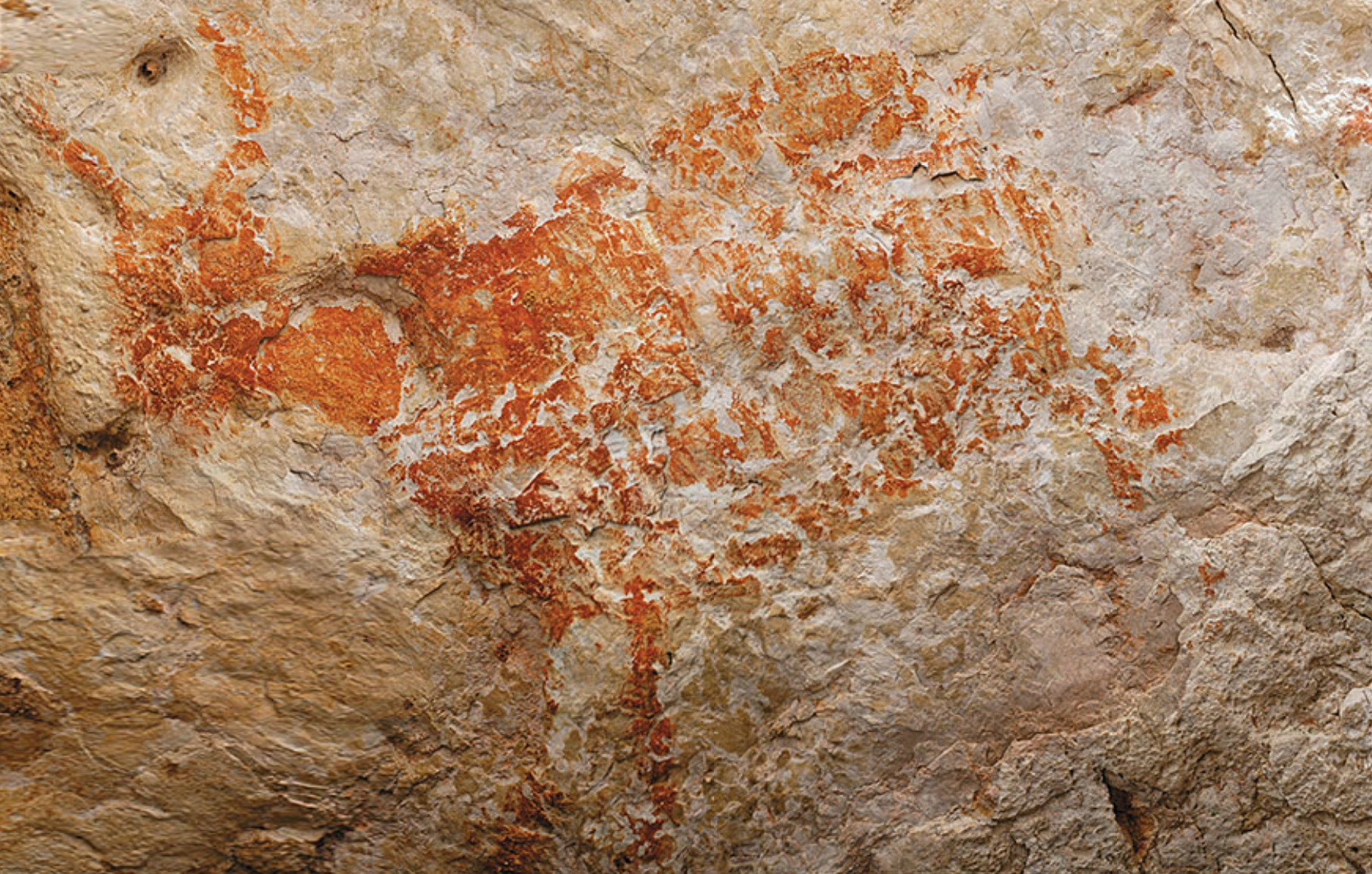
Зображення бантенга. Калімантан, Індонезія
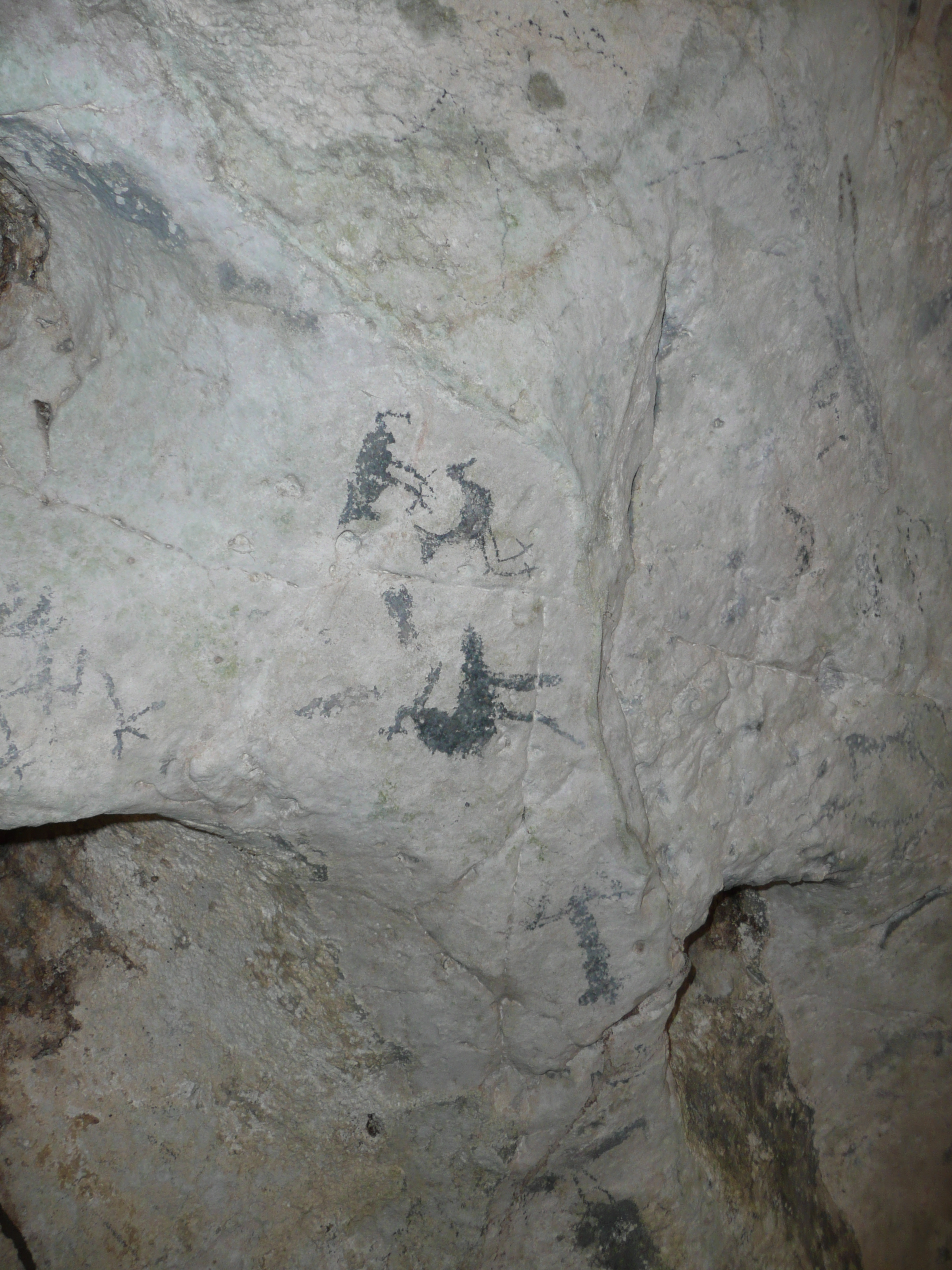
Малюнки таїно в Лос-Гаїтіс, Домініканська республіка
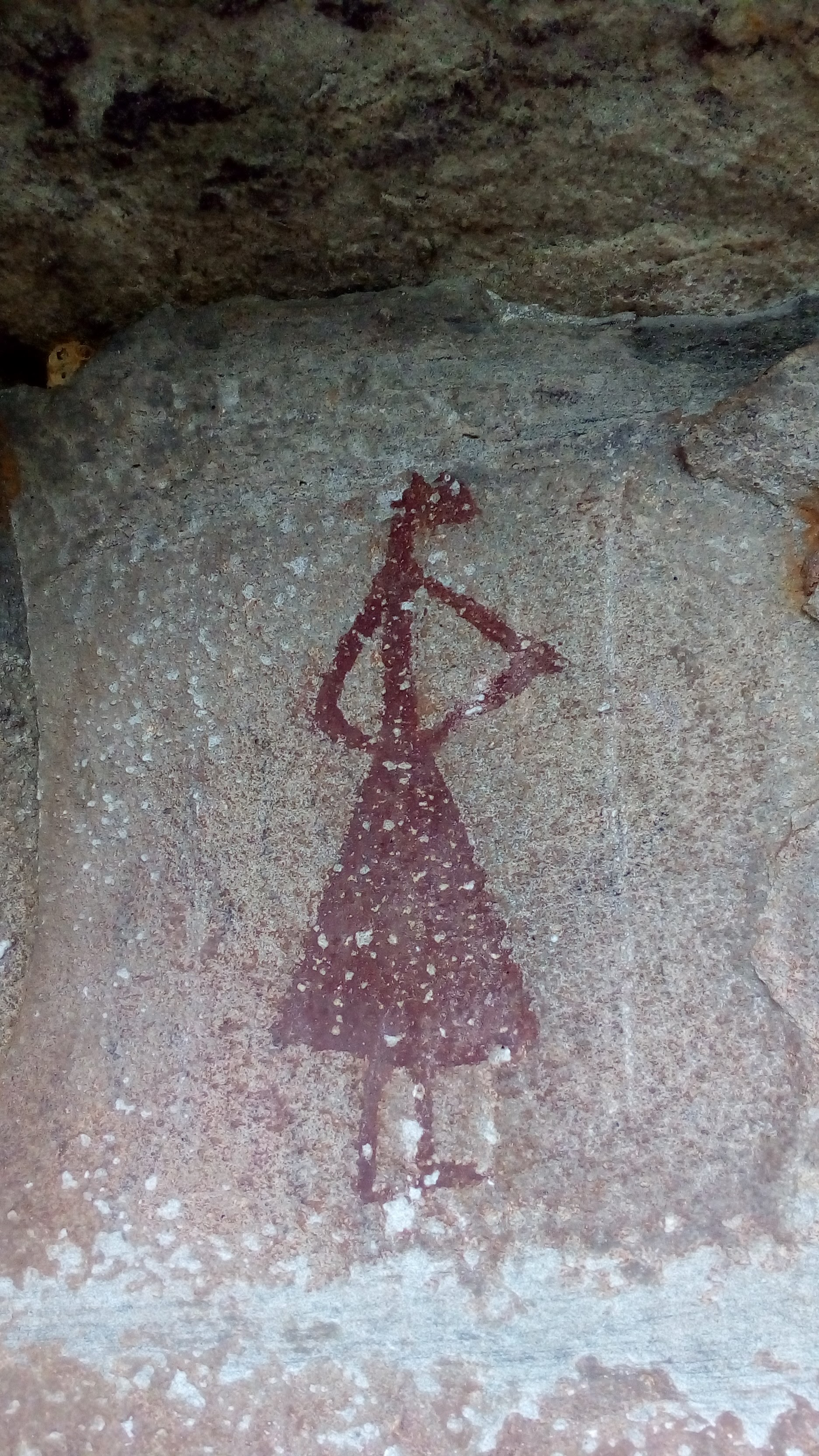
Малюнок людини в Пха Таем, Таїланд
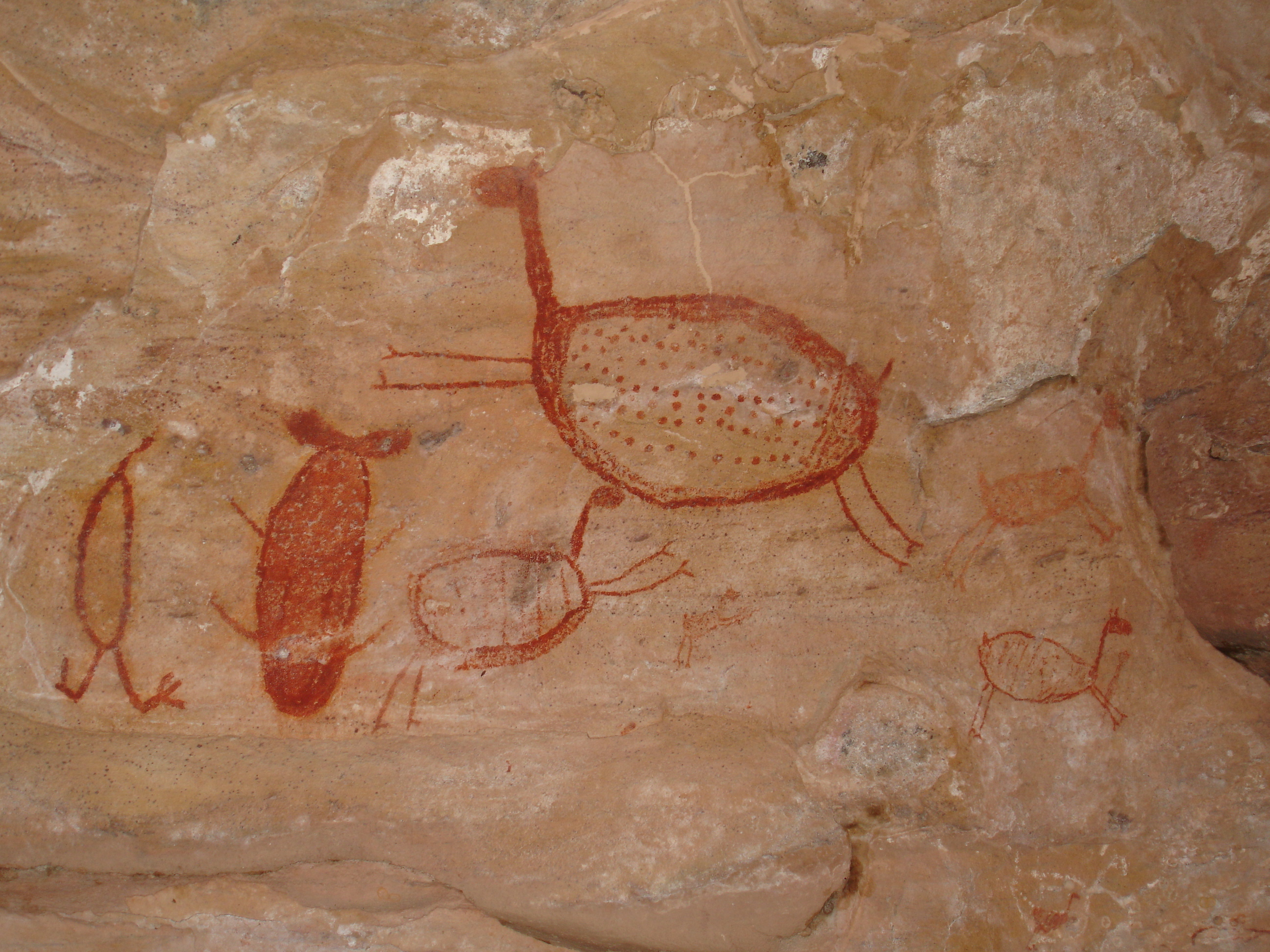
Малюнок у Серра-да-Капівара, Бразилія
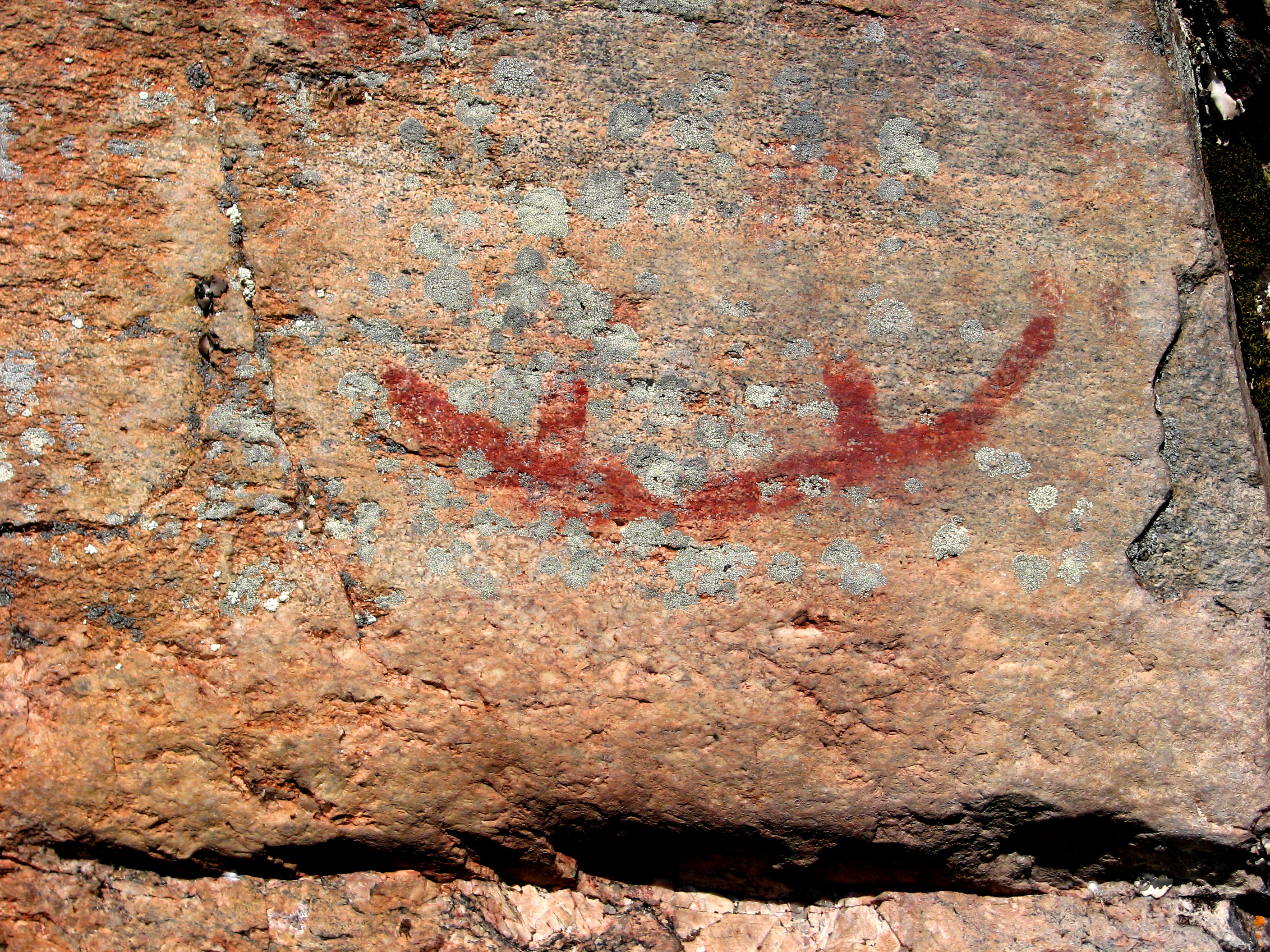
Піктограма каное. Провінційний парк Кветіко, Онтаріо, Канада
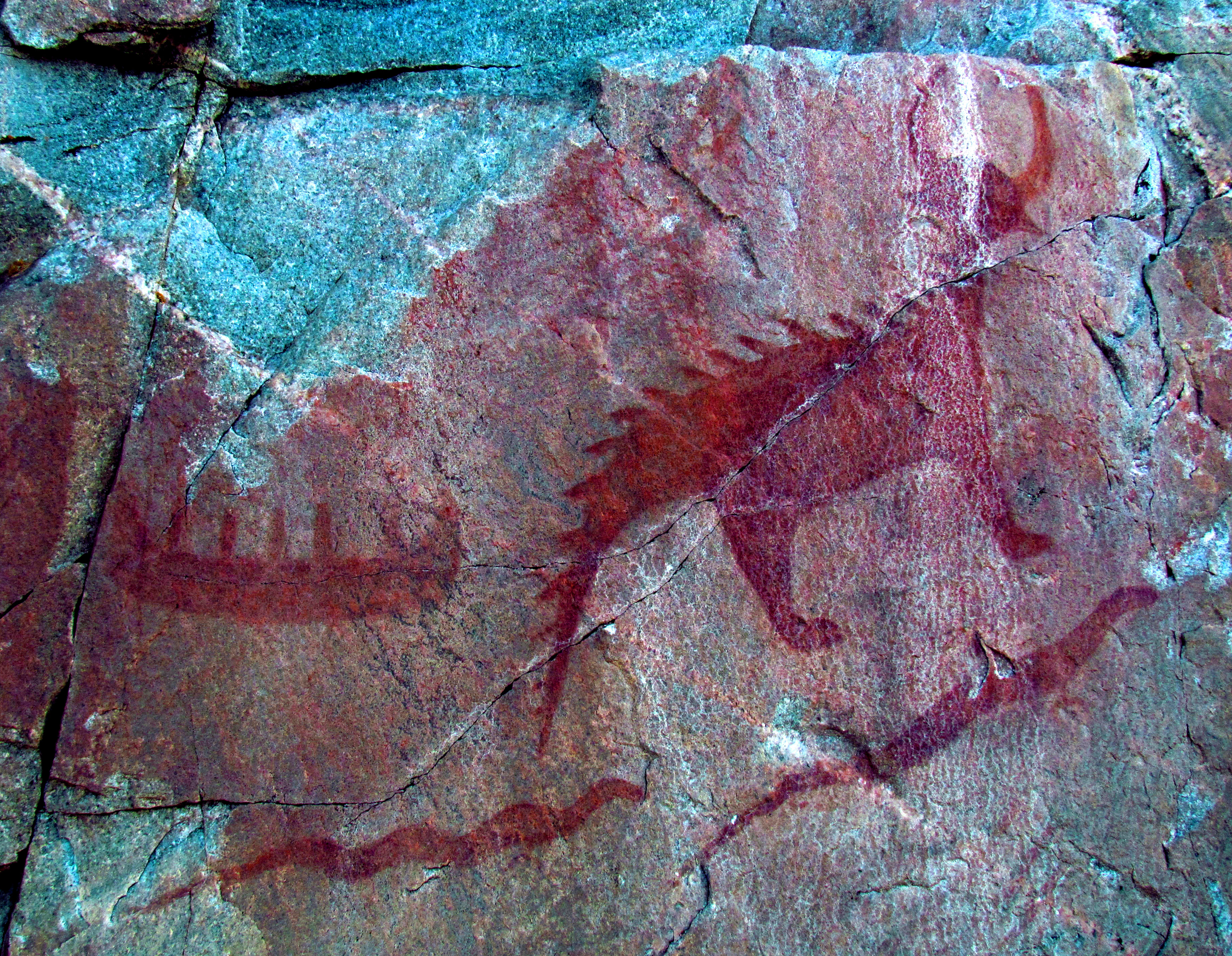
Піктограми каное, мічібічі та двох змій. Провінційний парк Верхнього озера, Канада
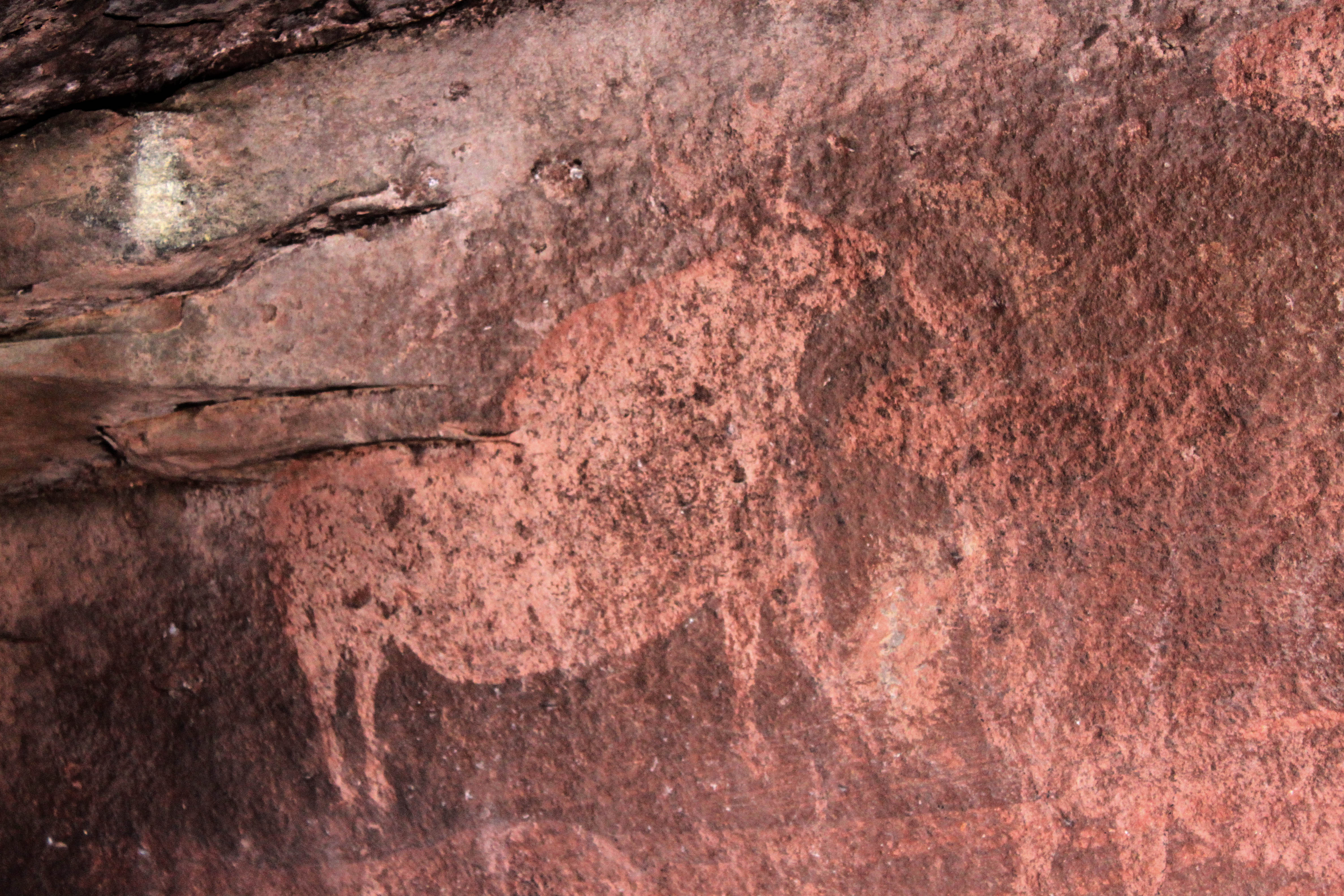
Зображення бика. Сьєрра-дель-Родено, Альбаррасін, Іспанія
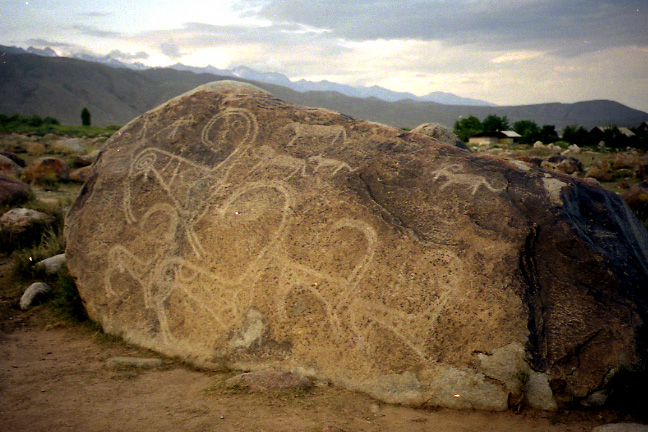
Гірські козли. Чолпон-Ата, Киргизстан
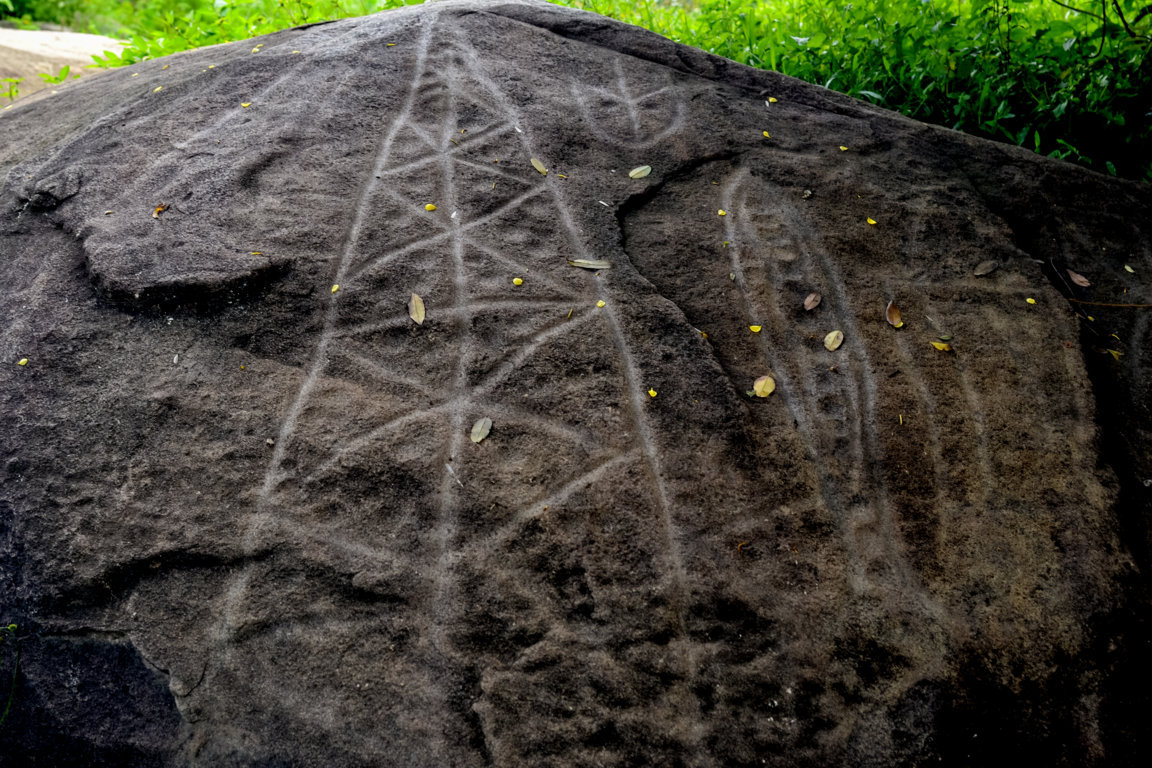
Петрогліф на камені в Іґбара-Оке, Нігерія